# Земская почта Арзамасского уезда
Зе́мская по́чта Арзама́сского уе́зда — земская почта, организованная земской управой Арзамасского уезда Нижегородской губернии. Существовала с 1873 года. В уезде выпускались собственные земские марки.

## История почты
Арзамасская уездная земская почта была открыта 20 февраля 1873 года. Пересылка почтовых отправлений осуществлялась из уездного центра (города Арзамаса) в 19 волостных правлений уезда дважды в неделю. Для оплаты доставки частных почтовых отправлений были введены земские почтовые марки.

## Выпуски марок
Марка земской почты в Арзамасском уезде 1874 года выпуска, которая указана в каталогах под номером 1, предположительно, является пробной.
Выпущенные в 1885—1890 годах марки изготавливались в уездной земской управе на гектографе. Начиная с 1890 года, печать марок производилась в Экспедиции заготовления государственных бумаг. На всех марках изображены гербы Нижегородской губернии и Арзамасского уезда.

## Гашение марок
Гашение марок осуществлялось чернилами и штемпелями круглой формы.